# Robert Hosp
Robert Hosp (1939. december 13. – 2021. október 5.) svájci labdarúgócsatár.
A svájci válogatott tagjaként részt vett az 1966-os labdarúgó-világbajnokságon.

## Sikerei, díjai
Lausanne-Sport
- Svájci bajnokság
  - bajnok: 1964–65
- Svájci kupa
  - győztes (2): 1962, 1964